# Чемпионат мира по баскетболу 2014. Группа A
В этой статье представлено положение команд и результаты матчей в группе A предварительного раунда чемпионата мира по баскетболу 2014. Состав группы был определён во время жеребьёвки 3 февраля 2014 года во Дворце каталонской музыки в Барселоне, Испания. В группе участвовали Бразилия, Египет, Иран, Испания, Сербия и Франция. Команды сыграли друг с другом в один круг. Матчи прошли с 30 августа по 4 сентября 2014 года на «Паласио Мунисипаль де Депортес де Гранада» в Гранаде. Четыре лучшие команды вышли в плей-офф.

## Команды
| Команда  | Квалификация                             | Квалификация     | Участие   | Участие | Участие | Лучший результат     |
| Команда  | Способ                                   | Дата             | Последнее | Всего   | Подряд  | Лучший результат     |
| -------- | ---------------------------------------- | ---------------- | --------- | ------- | ------- | -------------------- |
| Испания  | Хозяин                                   | 23 мая 2009      | 2010      | 11      | 9       | Чемпион (2006)       |
| Сербия   | 7-е место на чемпионате Европы 2013      | 21 сентября 2013 | 2010      | 15      | 5       | Чемпион (1998, 2002) |
| Франция  | Чемпион Европы 2013                      | 18 сентября 2013 | 2010      | 6       | 3       | 4-е место (1954)     |
| Бразилия | Обладатель «уайлд-кард»                  | 1 февраля 2014   | 2010      | 17      | 17      | Чемпион (1959, 1963) |
| Египет   | Серебряный призёр чемпионата Африки 2013 | 30 августа 2013  | 1994      | 6       | 1       | 5-е место (1950)     |
| Иран     | Чемпион Азии 2013                        | 10 августа 2013  | 2010      | 2       | 2       | 19-е место (2010)    |

## Положение команд
| Команда  | Игр | В | П | МЗ  | МП  | МР   | Очки |
| -------- | --- | - | - | --- | --- | ---- | ---- |
| Испания  | 5   | 5 | 0 | 440 | 314 | +126 | 10   |
| Бразилия | 5   | 4 | 1 | 416 | 333 | +83  | 9    |
| Франция  | 5   | 3 | 2 | 376 | 357 | +19  | 8    |
| Сербия   | 5   | 2 | 3 | 387 | 378 | +9   | 7    |
| Иран     | 5   | 1 | 4 | 344 | 406 | −62  | 6    |
| Египет   | 5   | 0 | 5 | 312 | 486 | −174 | 5    |

Время начала матчей дано по местному времени (UTC+2).

## Результаты матчей

### 1-й тур

#### Египет — Сербия
Этот матч стал первой встречей между Египтом и Сербией в официальных соревнованиях.
| 30 августа 2014 15:30 | Отчёт | Египет                     | 64:85    | Сербия          | Паласио Мунисипаль де Депортес де Гранада, Гранада Зрителей: 3000 Судьи: Хорхе Васкес; Майкл Вейланд; Рюштю Нуран |
| 30 августа 2014 15:30 | Отчёт | 13:21, 18:22, 12:25, 21:17 |          |                 | Паласио Мунисипаль де Депортес де Гранада, Гранада Зрителей: 3000 Судьи: Хорхе Васкес; Майкл Вейланд; Рюштю Нуран |
| 30 августа 2014 15:30 | Отчёт | Эль-Гаммаль 12             | Очки     | Теодосич 15     | Паласио Мунисипаль де Депортес де Гранада, Гранада Зрителей: 3000 Судьи: Хорхе Васкес; Майкл Вейланд; Рюштю Нуран |
| 30 августа 2014 15:30 | Отчёт | Эль-Мекави 5               | Подборы  | Бирчевич 9      | Паласио Мунисипаль де Депортес де Гранада, Гранада Зрителей: 3000 Судьи: Хорхе Васкес; Майкл Вейланд; Рюштю Нуран |
| 30 августа 2014 15:30 | Отчёт | Эль-Гаммаль 5              | Передачи | Три игрока по 4 | Паласио Мунисипаль де Депортес де Гранада, Гранада Зрителей: 3000 Судьи: Хорхе Васкес; Майкл Вейланд; Рюштю Нуран |

#### Франция — Бразилия
Это матч стал пятой встречей между Францией и Бразилией на чемпионатах мира. Бразилия выиграла три игры, а единственная победа Франции состоялась в их последнем матче на чемпионате мира 1986 года, который также стал их последней встречей в официальных соревнованиях.
| 30 августа 2014 18:00 | Отчёт | Франция                   | 63:65    | Бразилия  | Паласио Мунисипаль де Депортес де Гранада, Гранада Зрителей: 4200 Судьи: Христос Христодулу; Энтони Джордан; Воан Мейберри |
| 30 августа 2014 18:00 | Отчёт | 18:11, 8:17, 15:18, 22:19 |          |           | Паласио Мунисипаль де Депортес де Гранада, Гранада Зрителей: 4200 Судьи: Христос Христодулу; Энтони Джордан; Воан Мейберри |
| 30 августа 2014 18:00 | Отчёт | Дьяо 15                   | Очки     | Уэртас 16 | Паласио Мунисипаль де Депортес де Гранада, Гранада Зрителей: 4200 Судьи: Христос Христодулу; Энтони Джордан; Воан Мейберри |
| 30 августа 2014 18:00 | Отчёт | Дьяо 6                    | Подборы  | Варежао 9 | Паласио Мунисипаль де Депортес де Гранада, Гранада Зрителей: 4200 Судьи: Христос Христодулу; Энтони Джордан; Воан Мейберри |
| 30 августа 2014 18:00 | Отчёт | Дьяо 5                    | Передачи | Уэртас 5  | Паласио Мунисипаль де Депортес де Гранада, Гранада Зрителей: 4200 Судьи: Христос Христодулу; Энтони Джордан; Воан Мейберри |

#### Иран — Испания
Этот матч стал первой встречей между Ираном и Испанией в официальных соревнованиях.
| 30 августа 2014 22:00 | Отчёт | Иран                       | 60:90    | Испания      | Паласио Мунисипаль де Депортес де Гранада, Гранада Зрителей: 7000 Судьи: Гуэррино Черебук; Борис Рыжик; Юдзи Хирахара |
| 30 августа 2014 22:00 | Отчёт | 18:27, 15:21, 17:22, 10:20 |          |              | Паласио Мунисипаль де Депортес де Гранада, Гранада Зрителей: 7000 Судьи: Гуэррино Черебук; Борис Рыжик; Юдзи Хирахара |
| 30 августа 2014 22:00 | Отчёт | Камрани 18                 | Очки     | П. Газоль 33 | Паласио Мунисипаль де Депортес де Гранада, Гранада Зрителей: 7000 Судьи: Гуэррино Черебук; Борис Рыжик; Юдзи Хирахара |
| 30 августа 2014 22:00 | Отчёт | Хаддади 15                 | Подборы  | М. Газоль 10 | Паласио Мунисипаль де Депортес де Гранада, Гранада Зрителей: 7000 Судьи: Гуэррино Черебук; Борис Рыжик; Юдзи Хирахара |
| 30 августа 2014 22:00 | Отчёт | Никхан 4                   | Передачи | Рубио 5      | Паласио Мунисипаль де Депортес де Гранада, Гранада Зрителей: 7000 Судьи: Гуэррино Черебук; Борис Рыжик; Юдзи Хирахара |

### 2-й тур

#### Сербия — Франция
Этот матч стал первой встречей между Сербией и Францией на чемпионатах мира. Две команды дважды встречались на Евробаскете: в 2011 году выиграла Франция, а в 2013 — Сербия.
| 31 августа 2014 15:30 | Отчёт | Сербия                     | 73:74    | Франция             | Паласио Мунисипаль де Депортес де Гранада, Гранада Зрителей: 7070 Судьи: Гуэррино Черебук; Борис Рыжик; Хорхе Васкес |
| 31 августа 2014 15:30 | Отчёт | 21:20, 21:14, 20:26, 11:14 |          |                     | Паласио Мунисипаль де Депортес де Гранада, Гранада Зрителей: 7070 Судьи: Гуэррино Черебук; Борис Рыжик; Хорхе Васкес |
| 31 августа 2014 15:30 | Отчёт | Радульица 21               | Очки     | Ловернь 19          | Паласио Мунисипаль де Депортес де Гранада, Гранада Зрителей: 7070 Судьи: Гуэррино Черебук; Борис Рыжик; Хорхе Васкес |
| 31 августа 2014 15:30 | Отчёт | Радульица 7                | Подборы  | Ловернь, Батюм по 6 | Паласио Мунисипаль де Депортес де Гранада, Гранада Зрителей: 7070 Судьи: Гуэррино Черебук; Борис Рыжик; Хорхе Васкес |
| 31 августа 2014 15:30 | Отчёт | Теодосич 5                 | Передачи | Эртель 6            | Паласио Мунисипаль де Депортес де Гранада, Гранада Зрителей: 7070 Судьи: Гуэррино Черебук; Борис Рыжик; Хорхе Васкес |

#### Бразилия — Иран
Этот матч стал второй встречей между Бразилией и Ираном на чемпионатах мира. В их первой игре, которая состоялась на чемпионате мира 2010, победу одержала Бразилия.
| 31 августа 2014 18:00 | Отчёт | Бразилия                  | 79:50    | Иран                | Паласио Мунисипаль де Депортес де Гранада, Гранада Зрителей: 7070 Судьи: Майкл Вейланд; Олег Латышев; Рюштю Нуран |
| 31 августа 2014 18:00 | Отчёт | 17:18, 23:6, 21:12, 18:14 |          |                     | Паласио Мунисипаль де Депортес де Гранада, Гранада Зрителей: 7070 Судьи: Майкл Вейланд; Олег Латышев; Рюштю Нуран |
| 31 августа 2014 18:00 | Отчёт | Гарсия 12                 | Очки     | Джамшиди 13         | Паласио Мунисипаль де Депортес де Гранада, Гранада Зрителей: 7070 Судьи: Майкл Вейланд; Олег Латышев; Рюштю Нуран |
| 31 августа 2014 18:00 | Отчёт | Варежао, Сплиттер по 6    | Подборы  | Хаддади 7           | Паласио Мунисипаль де Депортес де Гранада, Гранада Зрителей: 7070 Судьи: Майкл Вейланд; Олег Латышев; Рюштю Нуран |
| 31 августа 2014 18:00 | Отчёт | Уэртас 6                  | Передачи | Афах, Джамшиди по 2 | Паласио Мунисипаль де Депортес де Гранада, Гранада Зрителей: 7070 Судьи: Майкл Вейланд; Олег Латышев; Рюштю Нуран |

#### Испания — Египет
Этот матч стал четвёртой встречей между Испанией и Египтом на чемпионатах мира. Испания выиграла дважды, в том числе и их последний матч на чемпионате мира 1994.
| 31 августа 2014 22:00 | Отчёт | Испания                    | 91:54    | Египет         | Паласио Мунисипаль де Депортес де Гранада, Гранада Зрителей: 7691 Судьи: Энтони Джордан; Христос Христодулу; Воан Мейберри |
| 31 августа 2014 22:00 | Отчёт | 26:10, 16:14, 22:13, 27:17 |          |                | Паласио Мунисипаль де Депортес де Гранада, Гранада Зрителей: 7691 Судьи: Энтони Джордан; Христос Христодулу; Воан Мейберри |
| 31 августа 2014 22:00 | Отчёт | Ибака 18                   | Очки     | Эль-Гаммаль 16 | Паласио Мунисипаль де Депортес де Гранада, Гранада Зрителей: 7691 Судьи: Энтони Джордан; Христос Христодулу; Воан Мейберри |
| 31 августа 2014 22:00 | Отчёт | Ибака 8                    | Подборы  | Ибрахим 7      | Паласио Мунисипаль де Депортес де Гранада, Гранада Зрителей: 7691 Судьи: Энтони Джордан; Христос Христодулу; Воан Мейберри |
| 31 августа 2014 22:00 | Отчёт | Рубио 7                    | Передачи | Эль-Гаммаль 3  | Паласио Мунисипаль де Депортес де Гранада, Гранада Зрителей: 7691 Судьи: Энтони Джордан; Христос Христодулу; Воан Мейберри |

### 3-й тур

#### Иран — Сербия
Этот матч стал первой встречей между Ираном и Сербией в официальных соревнованиях.
| 1 сентября 2014 15:30 | Отчёт | Иран                       | 70:83    | Сербия     | Паласио Мунисипаль де Депортес де Гранада, Гранада Зрителей: 6597 Судьи: Христос Христодулу; Воан Мейберри; Рюштю Нуран |
| 1 сентября 2014 15:30 | Отчёт | 18:21, 20:21, 13:25, 19:16 |          |            | Паласио Мунисипаль де Депортес де Гранада, Гранада Зрителей: 6597 Судьи: Христос Христодулу; Воан Мейберри; Рюштю Нуран |
| 1 сентября 2014 15:30 | Отчёт | Хаддади 29                 | Очки     | Бьелица 18 | Паласио Мунисипаль де Депортес де Гранада, Гранада Зрителей: 6597 Судьи: Христос Христодулу; Воан Мейберри; Рюштю Нуран |
| 1 сентября 2014 15:30 | Отчёт | Хаддади 5                  | Подборы  | Бьелица 10 | Паласио Мунисипаль де Депортес де Гранада, Гранада Зрителей: 6597 Судьи: Христос Христодулу; Воан Мейберри; Рюштю Нуран |
| 1 сентября 2014 15:30 | Отчёт | Никхан 7                   | Передачи | Теодосич 9 | Паласио Мунисипаль де Депортес де Гранада, Гранада Зрителей: 6597 Судьи: Христос Христодулу; Воан Мейберри; Рюштю Нуран |

#### Франция — Египет
Этот матч стал второй встречей между Францией и Египтом на чемпионатах мира. В их первом матче на чемпионате мира 1950 победу одержала Франция. В последней встрече в официальных соревнованиях на Олимпийских играх 1984 верх также взяла Франция.
| 1 сентября 2014 18:00 | Отчёт | Франция                    | 94:55    | Египет         | Паласио Мунисипаль де Депортес де Гранада, Гранада Зрителей: 6597 Судьи: Майкл Вейланд; Олег Латышев; Юдзи Хирахара |
| 1 сентября 2014 18:00 | Отчёт | 23:15, 26:11, 19:10, 26:19 |          |                | Паласио Мунисипаль де Депортес де Гранада, Гранада Зрителей: 6597 Судьи: Майкл Вейланд; Олег Латышев; Юдзи Хирахара |
| 1 сентября 2014 18:00 | Отчёт | Ловернь 12                 | Очки     | Эль-Гаммаль 12 | Паласио Мунисипаль де Депортес де Гранада, Гранада Зрителей: 6597 Судьи: Майкл Вейланд; Олег Латышев; Юдзи Хирахара |
| 1 сентября 2014 18:00 | Отчёт | Ловернь 7                  | Подборы  | Эль-Гаммаль 4  | Паласио Мунисипаль де Депортес де Гранада, Гранада Зрителей: 6597 Судьи: Майкл Вейланд; Олег Латышев; Юдзи Хирахара |
| 1 сентября 2014 18:00 | Отчёт | Эртель 8                   | Передачи | Эль-Гаммаль 3  | Паласио Мунисипаль де Депортес де Гранада, Гранада Зрителей: 6597 Судьи: Майкл Вейланд; Олег Латышев; Юдзи Хирахара |

#### Бразилия — Испания
Этот матч стал восьмой встречей между Бразилией и Испанией на чемпионатах мира. Испания одержала 6 побед, в том числе и их последний матч на чемпионате мира 2002. Единственная победа Бразилии в матчах между двумя командами была зафиксирована на чемпионате мира 1986. Также Бразилия взяла верх в матче против Испании на Олимпийских играх 2012.
| 1 сентября 2014 22:00 | Отчёт | Бразилия                   | 63:82    | Испания      | Паласио Мунисипаль де Депортес де Гранада, Гранада Зрителей: 8810 Судьи: Хорхе Васкес; Борис Рыжик; Энтони Джордан |
| 1 сентября 2014 22:00 | Отчёт | 14:30, 18:15, 15:21, 16:16 |          |              | Паласио Мунисипаль де Депортес де Гранада, Гранада Зрителей: 8810 Судьи: Хорхе Васкес; Борис Рыжик; Энтони Джордан |
| 1 сентября 2014 22:00 | Отчёт | Барбоза 11                 | Очки     | П. Газоль 26 | Паласио Мунисипаль де Депортес де Гранада, Гранада Зрителей: 8810 Судьи: Хорхе Васкес; Борис Рыжик; Энтони Джордан |
| 1 сентября 2014 22:00 | Отчёт | Нене, Виейра по 5          | Подборы  | П. Газоль 9  | Паласио Мунисипаль де Депортес де Гранада, Гранада Зрителей: 8810 Судьи: Хорхе Васкес; Борис Рыжик; Энтони Джордан |
| 1 сентября 2014 22:00 | Отчёт | Барбоза, Тэйлор по 2       | Передачи | Рубио 6      | Паласио Мунисипаль де Депортес де Гранада, Гранада Зрителей: 8810 Судьи: Хорхе Васкес; Борис Рыжик; Энтони Джордан |

### 4-й тур

#### Египет — Иран
Этот матч стал первой встречей между Египтом и Ираном.
| 3 сентября 2014 15:30 | Отчёт | Египет                     | 73:88    | Иран       | Паласио Мунисипаль де Депортес де Гранада, Гранада Зрителей: 4122 Судьи: Энтони Джордан; Борис Рыжик; Юдзи Хирахара |
| 3 сентября 2014 15:30 | Отчёт | 15:27, 26:21, 15:16, 17:24 |          |            | Паласио Мунисипаль де Депортес де Гранада, Гранада Зрителей: 4122 Судьи: Энтони Джордан; Борис Рыжик; Юдзи Хирахара |
| 3 сентября 2014 15:30 | Отчёт | Шуша 15                    | Очки     | Никхан 24  | Паласио Мунисипаль де Депортес де Гранада, Гранада Зрителей: 4122 Судьи: Энтони Джордан; Борис Рыжик; Юдзи Хирахара |
| 3 сентября 2014 15:30 | Отчёт | Камаль 5                   | Подборы  | Хаддади 15 | Паласио Мунисипаль де Депортес де Гранада, Гранада Зрителей: 4122 Судьи: Энтони Джордан; Борис Рыжик; Юдзи Хирахара |
| 3 сентября 2014 15:30 | Отчёт | Эль-Гаммаль, Эль-Сабахпо 3 | Передачи | Никхан 6   | Паласио Мунисипаль де Депортес де Гранада, Гранада Зрителей: 4122 Судьи: Энтони Джордан; Борис Рыжик; Юдзи Хирахара |

#### Сербия — Бразилия
Этот матч стал первой встречей между Сербией и Бразилией в официальных соревнованиях.
| 3 сентября 2014 18:00 | Отчёт | Сербия                    | 73:81    | Бразилия   | Паласио Мунисипаль де Депортес де Гранада, Гранада Зрителей: 4122 Судьи: Христос Христодулу; Майкл Вейланд; Воан Мейберри |
| 3 сентября 2014 18:00 | Отчёт | 16:23, 16:25, 32:12, 9:21 |          |            | Паласио Мунисипаль де Депортес де Гранада, Гранада Зрителей: 4122 Судьи: Христос Христодулу; Майкл Вейланд; Воан Мейберри |
| 3 сентября 2014 18:00 | Отчёт | Теодосич 14               | Очки     | Виейра 21  | Паласио Мунисипаль де Депортес де Гранада, Гранада Зрителей: 4122 Судьи: Христос Христодулу; Майкл Вейланд; Воан Мейберри |
| 3 сентября 2014 18:00 | Отчёт | Бьелица, Радульица по 5   | Подборы  | Варежао 9  | Паласио Мунисипаль де Депортес де Гранада, Гранада Зрителей: 4122 Судьи: Христос Христодулу; Майкл Вейланд; Воан Мейберри |
| 3 сентября 2014 18:00 | Отчёт | Теодосич 5                | Передачи | Сплиттер 6 | Паласио Мунисипаль де Депортес де Гранада, Гранада Зрителей: 4122 Судьи: Христос Христодулу; Майкл Вейланд; Воан Мейберри |

#### Испания — Франция
Этот матч стал третьей встречей между Испанией и Францией на чемпионатах мира. В двух предыдущих матчах команды обменялись победами. В их последней встрече на чемпионате мира 2010 победу одержала Франция. Также, Франция взяла верх в их последней встрече в официальных соревнованиях в полуфинале Евробаскета-2013.
| 3 сентября 2014 22:00 | Отчёт | Испания                    | 88:64    | Франция          | Паласио Мунисипаль де Депортес де Гранада, Гранада Зрителей: 8849 Судьи: Гуэррино Черебук; Хорхе Васкес; Олег Латышев |
| 3 сентября 2014 22:00 | Отчёт | 22:19, 22:15, 21:16, 23:14 |          |                  | Паласио Мунисипаль де Депортес де Гранада, Гранада Зрителей: 8849 Судьи: Гуэррино Черебук; Хорхе Васкес; Олег Латышев |
| 3 сентября 2014 22:00 | Отчёт | М. Газоль 17               | Очки     | Батюм, Дьо по 11 | Паласио Мунисипаль де Депортес де Гранада, Гранада Зрителей: 8849 Судьи: Гуэррино Черебук; Хорхе Васкес; Олег Латышев |
| 3 сентября 2014 22:00 | Отчёт | Ибака 8                    | Подборы  | Пьетрюс 8        | Паласио Мунисипаль де Депортес де Гранада, Гранада Зрителей: 8849 Судьи: Гуэррино Черебук; Хорхе Васкес; Олег Латышев |
| 3 сентября 2014 22:00 | Отчёт | Рубио 5                    | Передачи | Дьяо 3           | Паласио Мунисипаль де Депортес де Гранада, Гранада Зрителей: 8849 Судьи: Гуэррино Черебук; Хорхе Васкес; Олег Латышев |

### 5-й тур

#### Бразилия — Египет
Этот матч стал второй встречей между Бразилей и Египтом на чемпионатах мира. Их первый матч на чемпионате мира 1950 выиграла Бразилия. В их последнем матче в официальных соревнованиях на Олимпийских играх 1988 победу одержала Бразилия.
| 4 сентября 2014 15:30 | Отчёт | Бразилия                   | 128:65   | Египет                 | Паласио Мунисипаль де Депортес де Гранада, Гранада Зрителей: 6928 Судьи: Гуэррино Черебук; Олег Латышев; Борис Рыжик |
| 4 сентября 2014 15:30 | Отчёт | 37:10, 30:13, 24:25, 37:17 |          |                        | Паласио Мунисипаль де Депортес де Гранада, Гранада Зрителей: 6928 Судьи: Гуэррино Черебук; Олег Латышев; Борис Рыжик |
| 4 сентября 2014 15:30 | Отчёт | Барбоза 22                 | Очки     | Эль-Гаммаль 16         | Паласио Мунисипаль де Депортес де Гранада, Гранада Зрителей: 6928 Судьи: Гуэррино Черебук; Олег Латышев; Борис Рыжик |
| 4 сентября 2014 15:30 | Отчёт | Варежао 10                 | Подборы  | Генди, Эль-Мекави по 5 | Паласио Мунисипаль де Депортес де Гранада, Гранада Зрителей: 6928 Судьи: Гуэррино Черебук; Олег Латышев; Борис Рыжик |
| 4 сентября 2014 15:30 | Отчёт | Нето 10                    | Передачи | Эль-Гаммаль 5          | Паласио Мунисипаль де Депортес де Гранада, Гранада Зрителей: 6928 Судьи: Гуэррино Черебук; Олег Латышев; Борис Рыжик |

#### Иран — Франция
Этот матч стал первой встречей между Ираном и Францией на чемпионатах мира. Их единственная встреча в официальных соревнованиях состоялась на Олимпийских играх 1948, в которой победу одержала Франция.
| 4 сентября 2014 18:00 | Отчёт | Иран                       | 76:81    | Франция      | Паласио Мунисипаль де Депортес де Гранада, Гранада Зрителей: 6928 Судьи: Майкл Вейланд; Воан Мейберри; Юдзи Хирахара |
| 4 сентября 2014 18:00 | Отчёт | 23:13, 10:24, 16:26, 27:18 |          |              | Паласио Мунисипаль де Депортес де Гранада, Гранада Зрителей: 6928 Судьи: Майкл Вейланд; Воан Мейберри; Юдзи Хирахара |
| 4 сентября 2014 18:00 | Отчёт | Никхан 23                  | Очки     | Эртель 15    | Паласио Мунисипаль де Депортес де Гранада, Гранада Зрителей: 6928 Судьи: Майкл Вейланд; Воан Мейберри; Юдзи Хирахара |
| 4 сентября 2014 18:00 | Отчёт | Хаддади 15                 | Подборы  | Ловернь по 5 | Паласио Мунисипаль де Депортес де Гранада, Гранада Зрителей: 6928 Судьи: Майкл Вейланд; Воан Мейберри; Юдзи Хирахара |
| 4 сентября 2014 18:00 | Отчёт | Камрани 5                  | Передачи | Эртель 4     | Паласио Мунисипаль де Депортес де Гранада, Гранада Зрителей: 6928 Судьи: Майкл Вейланд; Воан Мейберри; Юдзи Хирахара |

#### Сербия — Испания
Этот матч стал второй встречей между Сербией и Испанией на чемпионатах мира. В их последней встрече на чемпионате мира 2010 верх взяла Сербия. Испания одержала победу в их последней встрече в официальных соревнованиях на Евробаскете-2013.
| 4 сентября 2014 22:00 | Отчёт | Сербия                     | 73:89    | Испания      | Паласио Мунисипаль де Депортес де Гранада, Гранада Зрителей: 8559 Судьи: Энтони Джордан; Рюштю Нуран; Хорхе Васкес |
| 4 сентября 2014 22:00 | Отчёт | 20:34, 15:20, 21:17, 17:18 |          |              | Паласио Мунисипаль де Депортес де Гранада, Гранада Зрителей: 8559 Судьи: Энтони Джордан; Рюштю Нуран; Хорхе Васкес |
| 4 сентября 2014 22:00 | Отчёт | Бьелица 19                 | Очки     | П. Газоль 20 | Паласио Мунисипаль де Депортес де Гранада, Гранада Зрителей: 8559 Судьи: Энтони Джордан; Рюштю Нуран; Хорхе Васкес |
| 4 сентября 2014 22:00 | Отчёт | Бьелица 10                 | Подборы  | М. Газоль 8  | Паласио Мунисипаль де Депортес де Гранада, Гранада Зрителей: 8559 Судьи: Энтони Джордан; Рюштю Нуран; Хорхе Васкес |
| 4 сентября 2014 22:00 | Отчёт | Богданович 4               | Передачи | Рубио 6      | Паласио Мунисипаль де Депортес де Гранада, Гранада Зрителей: 8559 Судьи: Энтони Джордан; Рюштю Нуран; Хорхе Васкес |